# Ctenochira helveticator
Ctenochira helveticator är en stekelart som beskrevs av Aubert 1965. Ctenochira helveticator ingår i släktet Ctenochira och familjen brokparasitsteklar. Inga underarter finns listade i Catalogue of Life.